# Vadim Glowna

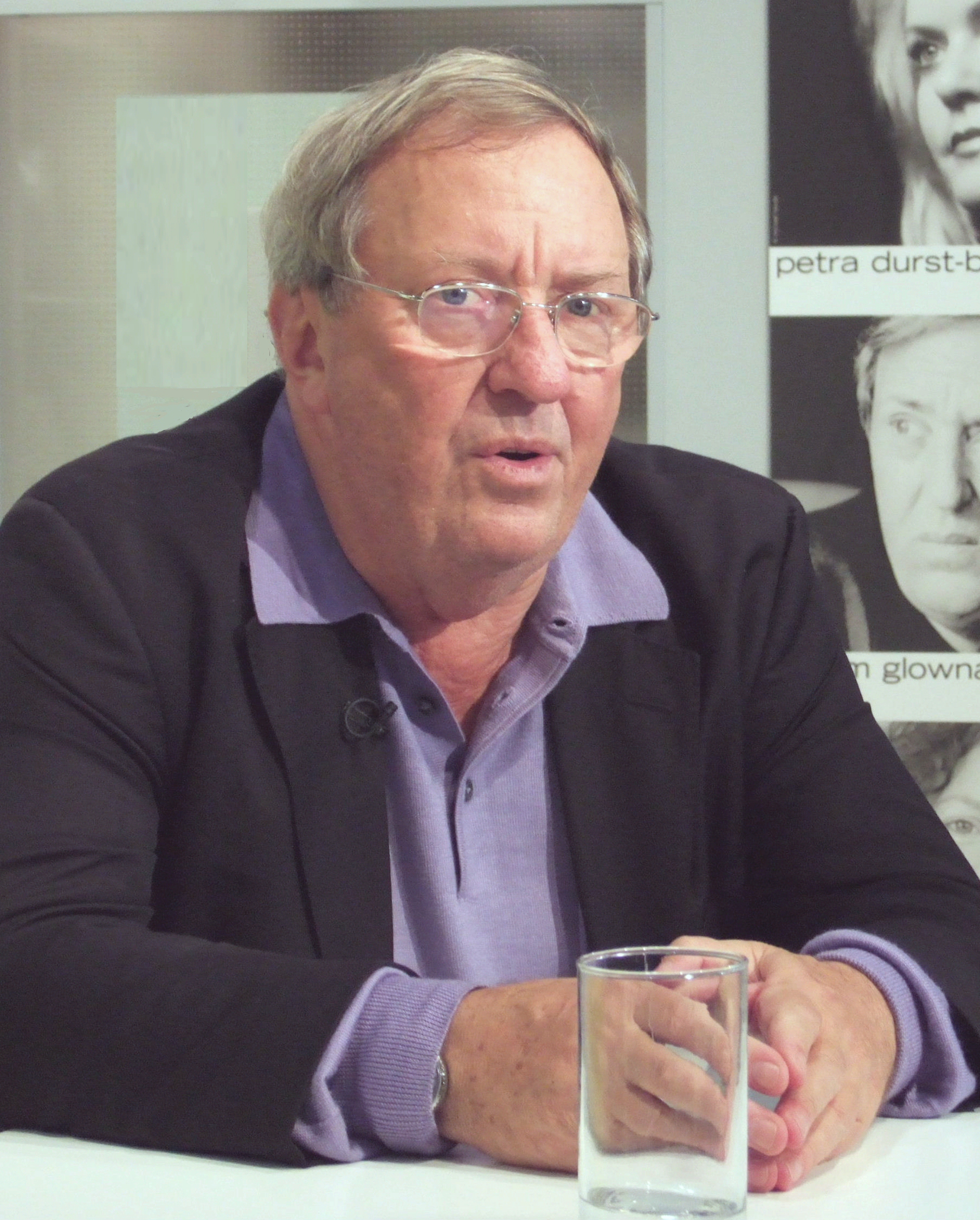
Vadim Glowna (2006)

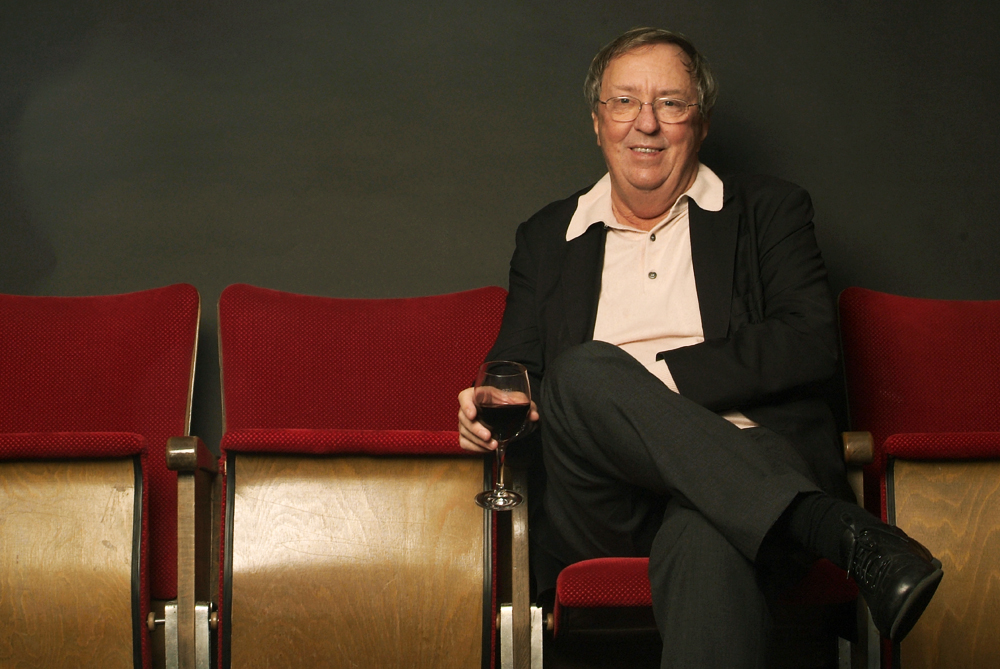
Vadim Glowna im November 2006 auf dem Filmfest Biberach

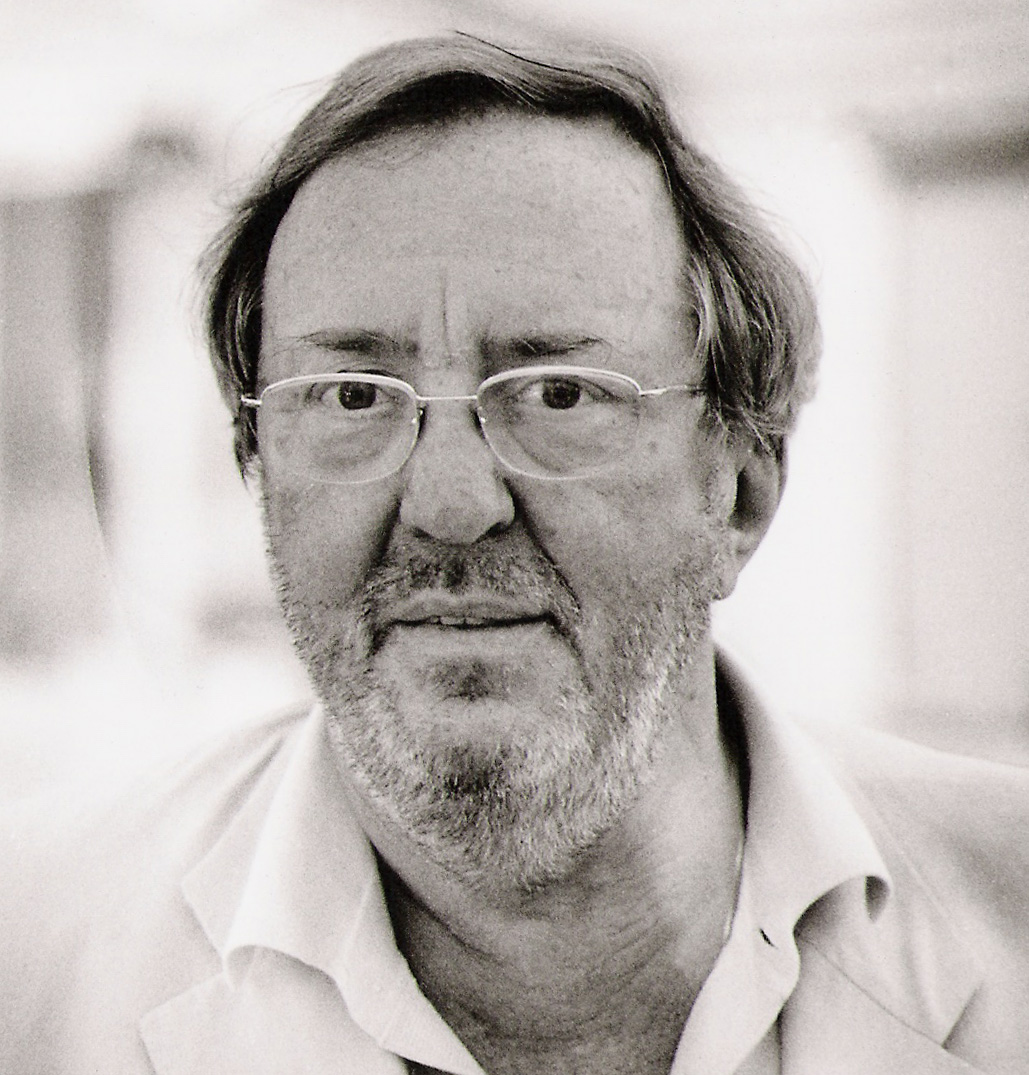
Vadim Glowna im Juni 2007 in Ludwigshafen

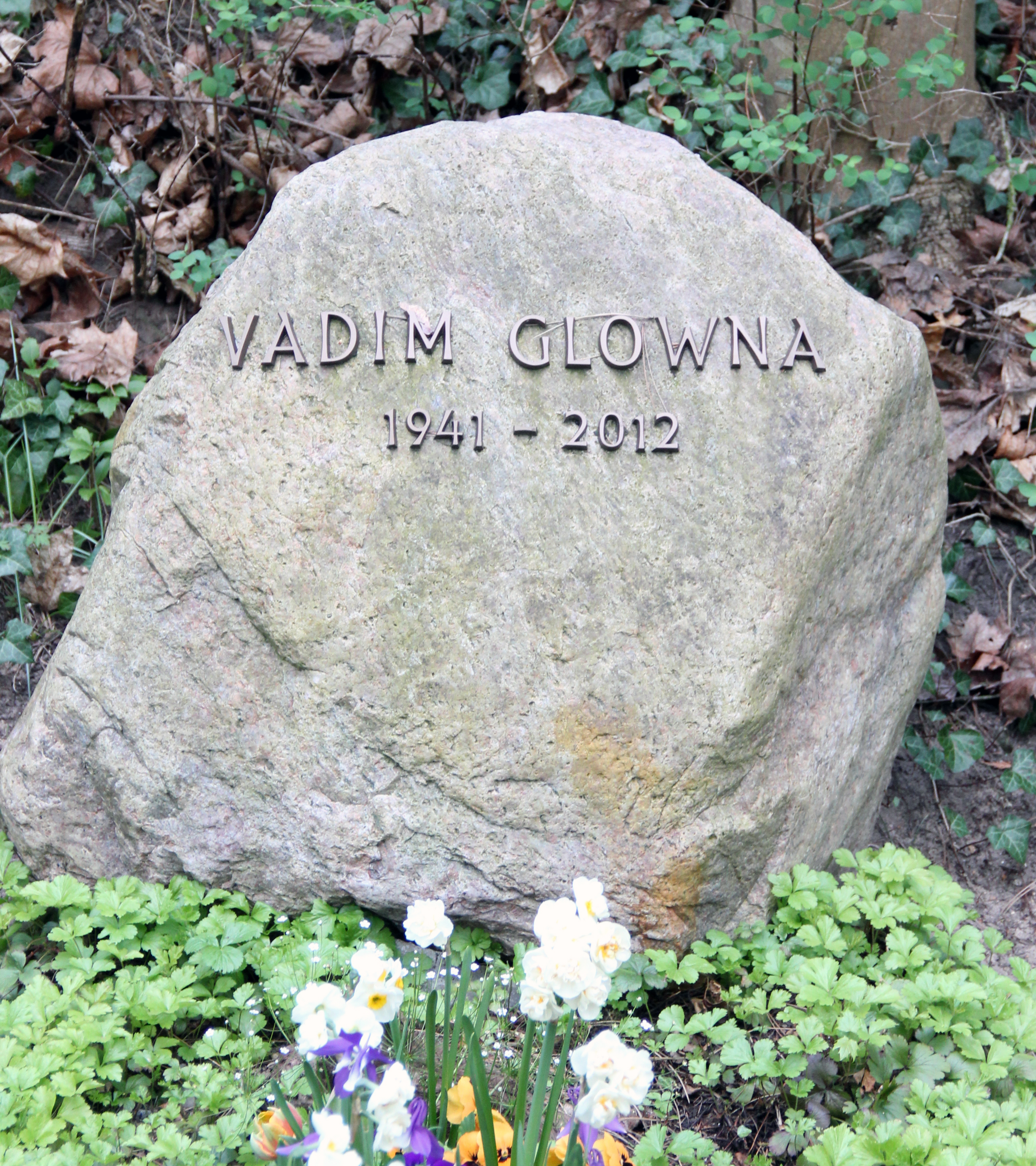
Grab von Vadim Glowna auf dem Waldfriedhof Heerstraße in Berlin-Westend

Vadim Glowna (* 26. September 1941 in Eutin, Schleswig-Holstein; † 24. Januar 2012 in Berlin) war ein deutscher Schauspieler, Regisseur, Drehbuchautor und Filmproduzent.

## Leben
Vadim Glowna wurde 1941 in der holsteinischen Kreisstadt Eutin geboren, wuchs nach der Trennung seiner Eltern aber als Schlüsselkind in Hamburg auf. Der polnische Nachname Glowna stammt von seinem Stiefvater, der zuerst als Kapitän eines Schiffes und in der Nachkriegszeit als Pilot bei der Lufthansa arbeitete. Die Mutter betrieb einen eigenen Blumenladen. Das Familienleben war anscheinend schwierig: Der jugendliche Vadim verließ mehrfach tagelang das Zuhause auf eigene Faust, ohne eine Nachricht zu hinterlassen. Ein Studium der Theologie brach er ab und schlug sich als Seemann, Hotelpage, Taxifahrer, Schlagzeuger und Journalist durch. Ein Statistenjob brachte ihn schließlich auf die Idee, eine Schauspielschule zu besuchen. Danach bekam er 1962/63 eine Rolle in dem Weihnachtsmärchen Es war einmal am Hamburger Schauspielhaus. Glowna wurde daraufhin vom Theaterintendanten Kurt Hübner entdeckt und an dessen Bremer Theater gefördert. In der Spielzeit 1972/73 trat er in Hamburg noch einmal in drei Produktionen unter der Regie von Claus Peymann, Niels-Peter Rudolph und Dieter Giesing auf.
Ab Mitte der 1960er Jahre wirkte Glowna in über 160 Kino- und Fernsehfilmen mit, unter anderem mit Romy Schneider und Claude Chabrol. Sein Debüt als Regisseur hatte er 1981 mit dem Spielfilm Desperado City, für den er bei den Filmfestspielen in Cannes ausgezeichnet wurde.
1980 gründete Glowna mit seiner damaligen Ehefrau Vera Tschechowa – sie waren von 1967 bis 1991 verheiratet – die Produktionsfirma Atossa-Film. Das Ehepaar wohnte jahrelang im geerbten Vorstadthaus in München-Obermenzing; und Vadim Glowna adoptierte Tschechowas Sohn, den späteren Filmkomponisten Nikolaus Glowna. 2000 hatte er eine Professur für Filmregie (Regie und Kamera) an der Kunstakademie Düsseldorf übernommen. Später siedelte Vadim Glowna nach Berlin über.
Im November 2006 lief Glownas erster Kinofilm seit vierzehn Jahren an. Das Haus der schlafenden Schönen basierend auf dem Buch Die schlafenden Schönen (deutscher Buchtitel) von Yasunari Kawabata. Angeregt wurde das Projekt durch den mit Glowna befreundeten Schriftsteller Bodo Kirchhoff. Glowna schrieb das Drehbuch, führte Regie, spielte die Hauptrolle und produzierte den Film; Maximilian Schell und Angela Winkler übernahmen weitere tragende Rollen.
Glowna war ein gefragter Charakterdarsteller von Außenseitern. Er war leicht erkennbar an seiner heiseren, kehligen Stimme.
Vadim Glownas letztes Projekt, das er als Regisseur und Produzent (Atossa-Film) verwirklichen wollte, war ein Film über Che Guevara in Hamburg, Che lebt ...! nach dem Drehbuch von Volker Führer – Glowna sah es als Abschlussteil seiner Hamburg-Trilogie (nach Desperado City und Dies rigorose Leben), eine Liebeserklärung an diese Stadt.
Im September 2006 veröffentlichte der Ullstein Verlag unter dem Titel Der Geschichtenerzähler – Erinnerungen Glownas Memoiren. Einen seiner letzten Auftritte hatte Glowna in der Psychodrama-Fernsehreihe Bloch in der Episode Der Fremde. Diese Folge wurde am 20. Juni 2012 im Ersten ausgestrahlt.
Vadim Glowna starb im Januar 2012 im Alter von 70 Jahren nach kurzer, schwerer Krankheit in einem Berliner Krankenhaus. Glowna hatte bereits seit Jahren an Diabetes gelitten. Sein Grab befindet sich auf dem landeseigenen Waldfriedhof Heerstraße in Berlin-Westend (Grablage: 8-D-18).

## Werke

### Als Regisseur (Auswahl)

#### Kino
- 1978: Das verschollene Inka-Gold (Regie mit Walter Ulbrich)
- 1981: Desperado City
- 1983: Dies rigorose Leben
- 1984: Tschechow in meinem Leben
- 1987: Des Teufels Paradies
- 1990: Eines Tages irgendwann
- 1992: Der Brocken
- 2006: Das Haus der schlafenden Schönen
- 2007: Seven Heroes

Bei fast allen genannten Spielfilmen schrieb Glowna auch das Drehbuch.

#### Fernsehen
- 1970: Der Kommissar – Der Mord an Frau Klett (Fernsehserie)
- 1993: Tatort – Bauernopfer (Fernsehreihe, auch Drehbuch)
- 1995: Eine Frau wird gejagt (Fernsehserie)
- 1998: Der Schnapper – Blumen für den Mörder (Fernsehfilm)

Darüber hinaus mehrere Regiearbeiten für Fernsehserien wie Peter Strohm (1996), Siska (6 Folgen zwischen 1998 und 2008) und Der Alte (18 Folgen zwischen 1996 und 2010).

### Als Darsteller (Auswahl)

#### Spielfilme
- 1943: Immensee
- 1968: Liebe und so weiter
- 1971: Die Tote aus der Themse
- 1975: Warum bellt Herr Bobikow? (Cuore di cane)
- 1976: Police Python 357
- 1976: Die Brüder
- 1977: Steiner – Das Eiserne Kreuz
- 1977: Gruppenbild mit Dame
- 1977: Der Hauptdarsteller
- 1978: Der Schneider von Ulm
- 1978: Deutschland im Herbst
- 1979: Die Mars-Chroniken
- 1979: Blutspur (Bloodline)
- 1980: Death Watch – Der gekaufte Tod
- 1982: Feine Gesellschaft – beschränkte Haftung
- 1984: Ediths Tagebuch
- 1984: Ein Jahr der ruhenden Sonne
- 1986: Tarot
- 1988: Wo immer du bist
- 1988: Drei D
- 1989: Georg Elser – Einer aus Deutschland
- 1992: Die Lügnerin
- 1993: Das gläserne Haus
- 2000: Die Unberührbare
- 2000: Kalt ist der Abendhauch
- 2001: Viktor Vogel – Commercial Man
- 2001: Suck My Dick
- 2002: Baader
- 2003: Der alte Affe Angst
- 2003: Mein Name ist Bach
- 2004: Agnes und seine Brüder
- 2005: Mutterseelenallein
- 2006: Vier Minuten
- 2006: Lapislazuli – im Auge des Bären
- 2006: Das Haus der schlafenden Schönen
- 2008: Gonger – Das Böse vergisst nie
- 2010: Hitler’s Grave
- 2010: Der letzte Weynfeldt
- 2012: Ins Blaue

#### Fernsehfilme
- 1963: Hafenpolizei – Die Party (Fernsehserie)
- 1964: Held Henry
- 1966: Intercontinental Express – Die Puppe mit dem Porzellankopf (Fernsehserie)
- 1967: Verbrechen mit Vorbedacht
- 1969: Horror
- 1969: Der Kommissar – Auf dem Stundenplan Mord
- 1969: Die Reise nach Tilsit
- 1970: 11 Uhr 20 (Dreiteiler)
- 1970: Der Kommissar – Der Mord an Frau Klett
- 1974: Ermittlungen gegen Unbekannt
- 1974: Insomnia
- 1974: Der Kommissar – Jähes Ende einer interessanten Beziehung
- 1975: Ein deutsches Attentat
- 1975: Polly oder die Bataille am Bluewater Creek
- 1976: Derrick – Schock
- 1976: Ketten
- 1977: Das verschollene Inka-Gold
- 1977: Der Alte – Zwei Mörder
- 1981: Exil (Fernsehserie)
- 1982: Tatort – Sterben und sterben lassen
- 1984: Blaubart
- 1985: Das Totenreich
- 1986: Retuorn
- 1986: Ein fliehendes Pferd
- 1988: Der Lockspitzel
- 1989: Das Milliardenspiel
- 1989: Tatort – Blutspur
- 1989: ein Fall für Zwei – Der Schlüssel
- 1990: Der Fahnder – Der zweite Zeuge
- 1990: Projekt Aphrodite
- 1991: Zwei Supertypen in Miami – Der Kindermörder
- 1992: Tandem (Fernsehfilm)
- 1992: Die Männer vom K3 - Zu hoch gepokert
- 1993: Tatort – Bauernopfer
- 1997: Dies verlauste nackte Leben
- 2000: Les Misérables – Gefangene des Schicksals
- 2000: Das Traumschiff – Olympia 2000
- 2001: Der Alte – Du wirst sterben (Episode 272)
- 2002: In der Mitte des Lebens
- 2003: Dienstreise – Was für eine Nacht
- 2003: Schwabenkinder
- 2004: Die Rückkehr des Vaters
- 2005: Tatort – Schattenhochzeit
- 2007: Alles was recht ist
- 2007: Ein starkes Team – Blutige Ernte
- 2008: Auftrag Schutzengel
- 2009: Die Rebellin
- 2010: Tatort – Wie einst Lilly
- 2010: Inspektor Barbarotti: Mensch ohne Hund
- 2011: Borgia (Fernsehserie)
- 2011: Stubbe – Von Fall zu Fall – Kassensturz
- 2011: SOKO Kitzbühel – Und nichts war wie zuvor
- 2012: Bloch – Der Fremde
- 2012: Jack Irish – Bad Debts
- 2012: Jack Irish – Black Tide

Darüber hinaus Fernsehserienauftritte in Der Alte, Ein Fall für zwei, Rosa Roth, Die Männer vom K3, Der letzte Zeuge (Bitter im Abgang), Polizeiruf 110, Nachtschicht und (Nachtschicht – Tod im Supermarkt).

#### Hörspiele und Hörbücher (als Sprecher)
- 1973: Das Glück von Ferida (Hörspiel von Eva Maria Mudrich; mit Dieter Borsche)[8]
- 1997: Drei Mörder (Hörspiel von Jost Nickel (alias Dietmar Bittrich); mit Christian Redl, Ulrich Pleitgen, Holger Rink)
- 1999: Das Bild (Hörbuch zum gleichnamigen Thriller von Stephen King)
- 2000: Die Päpstin (Hörspiel nach dem gleichnamigen Roman von Donna Woolfolk Cross, Der Audioverlag; mit Angelica Domröse, Hilmar Thate, Thomas Holtzmann u. a.)
- 2001: Ringkampf (Hörspiel von Thea Dorn; mit Margit Bendokat, Wolfgang Michael u. a.)
- 2002: Elementarteilchen (Hörspiel zum Buch von Michel Houellebecq; mit Blixa Bargeld, Michael Tregor, Lena Stolze, Horst Mendroch u. a.)
- 2003: König Sofus und das Wunderhuhn (Hörspiel von Tankred Dorst; mit Alina Gilitschenski u. a., Regie: Annette Kurth SWR / MDR)
- 2004: Die kleine Klokröte (Hörspiel von Jan Jepsen; mit Julia Hummer u. a.)
- 2005: Morgen und Abend (Hörspiel von Jon Fosse; mit Peter Fitz)
- 2005: Malibu (Hörspiel von Leon de Winter; mit Christian Redl, Hans Peter Hallwachs u. a.)
- 2008: Das Schweigen – von Jan Costin Wagner – Regie: Annette Kurth (WDR)
- 2008: POKE – Tod im Cyberspace (Hörspiel von Evrim Sen und Denis Moschitto)[9]
- 2009: Angst hat keine Augen (Hörspiel von Roswitha Quadflieg)
- 2010: Atemschaukel (Hörspiel zum Roman von Herta Müller)

#### Bücher
- Desperado City. Wie ein Film entsteht. Hanser, München 1981, ISBN 3-446-13301-1.
- Der Geschichtenerzähler. Erinnerungen. Ullstein, Berlin 2006, ISBN 3-550-07859-5.

## Auszeichnungen
- 1981: Caméra d’Or für den besten Erstlingsfilm bei den Filmfestspielen von Cannes für Desperado City
- 1982: Gilde-Filmpreis in Gold für Desperado City
- 2000: Preis der deutschen Filmkritik für seine Darstellung in Die Unberührbare
- 2006: Ehrenpreis der Biberacher Filmfestspiele
- 2011: Bremer Stadtmusikantenpreis